# Саут (лунный кратер)
Кратер Саут (лат. South), не путать с кратером Саут на Марсе, — остатки большого древнего ударного кратера в области северного побережья Залива Росы в северном полушарии видимой стороны Луны. Название присвоено в честь британского астронома Джеймса Саута (1785—1867) и утверждено Международным астрономическим союзом в 1935 г. Образование кратера относится к донектарскому периоду.

## Описание кратера
С северо-западной стороны к кратеру Саут примыкает кратер Беббидж. Другими его ближайшими соседями являются кратеры Робинсон и Гершель Дж. на северо-востоке; кратер Гарпал на юго-востоке и кратер Марков на западе-юго-западе. На юге от кратера расположен Залив Росы; на востоке – Море Холода. Селенографические координаты центра кратера 57°35′ с. ш. 50°56′ з. д. / 57,58° с. ш. 50,94° з. д., диаметр 119,0 км, глубина 970 м.
Кратер Саут имеет полигональную форму, практически полностью разрушен и трудно различим на фоне окружающей местности. Вал сохранился только в северо-западной части, остальная часть вала представляет собой едва заметное повышение местности. Дно чаши относительно ровное, переформированное базальтовой лавой, испещрено множеством мелких кратеров, особенно в южной части. В юго-восточной части чаши находится цепочка кратеров. В северо-западной части чаши расположено невысокое плато, на котором 15 июня 1913 г. британский астроном Уильям Моу наблюдал небольшое красноватое пятно. 

## Сателлитные кратеры
| Саут | Координаты                                            | Диаметр, км |
| ---- | ----------------------------------------------------- | ----------- |
| A    | 57°17′ с. ш. 50°25′ з. д. / 57,28° с. ш. 50,41° з. д. | 6,3         |
| B    | 57°32′ с. ш. 45°03′ з. д. / 57,54° с. ш. 45,05° з. д. | 14          |
| C    | 55°49′ с. ш. 49°34′ з. д. / 55,81° с. ш. 49,57° з. д. | 7,7         |
| D    | 55°16′ с. ш. 49°08′ з. д. / 55,27° с. ш. 49,13° з. д. | 6,2         |
| E    | 56°42′ с. ш. 53°00′ з. д. / 56,7° с. ш. 53° з. д.     | 8,1         |
| F    | 57°08′ с. ш. 54°05′ з. д. / 57,13° с. ш. 54,09° з. д. | 6,5         |
| G    | 55°00′ с. ш. 53°15′ з. д. / 55° с. ш. 53,25° з. д.    | 5,7         |
| H    | 57°15′ с. ш. 48°11′ з. д. / 57,25° с. ш. 48,18° з. д. | 5,5         |
| K    | 59°10′ с. ш. 50°11′ з. д. / 59,17° с. ш. 50,19° з. д. | 4,4         |
| M    | 55°19′ с. ш. 51°01′ з. д. / 55,31° с. ш. 51,02° з. д. | 5,7         |

## См.также
- Список кратеров на Луне
- Лунный кратер
- Морфологический каталог кратеров Луны
- Планетная номенклатура
- Селенография
- Минералогия Луны
- Геология Луны
- Поздняя тяжёлая бомбардировка